# ミカ (預言者)

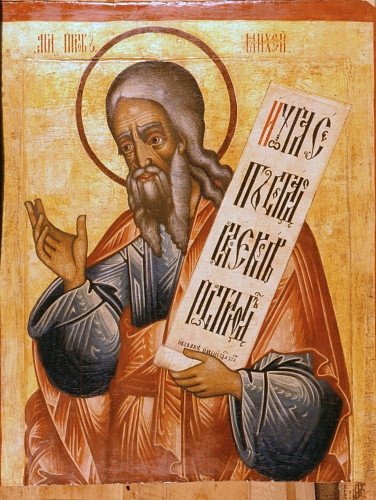
キジ島にある顕栄聖堂のイコノスタスに嵌め込まれている預言者ミカのイコン（1700年 - 1725年頃のもの）。

モレシュトのミカ（ヘブライ語: מִיכָה הַמֹּרַשְׁתִּי、現代ヘブライ語: Mīḵā hamMōraštī）は、南ユダ王国の預言者で、旧約聖書の『ミカ書』の著者。日本正教会ではミヘイと表記される。
モレシュトの人。伝記は不詳である。ユダの王ヨタム、アハズ、ヒゼキヤの時代、すなわち紀元前8世紀頃に、圧政に苦しむ故郷モレシェトの民のために預言活動を行った。この時期にはイスラエル王国は滅び、その民は離散していたが、ミカは離散していたイスラエルの帰還を預言した。また新しいイスラエルの指導者がベツレヘムから出ることを預言した。この預言の解釈はいくつかあるが、キリスト教ではイエスのベツレヘム降誕を預言したと解釈される。
ミカの預言の言葉は、エレミヤ書において、エルサレムの長老たちによる引用が見られる。
正教会では聖人とされるが、カトリックの聖人カレンダーには出て来ない。正教会での記憶日は1月3日（1月18日）と8月14日（8月27日）。

## 関連作品
高橋 将 著『預言者ミカ』東洋出版、1998年。（預言者ミカの活躍を描いた小説。単行本）